# Nomes da Dinastia Qing

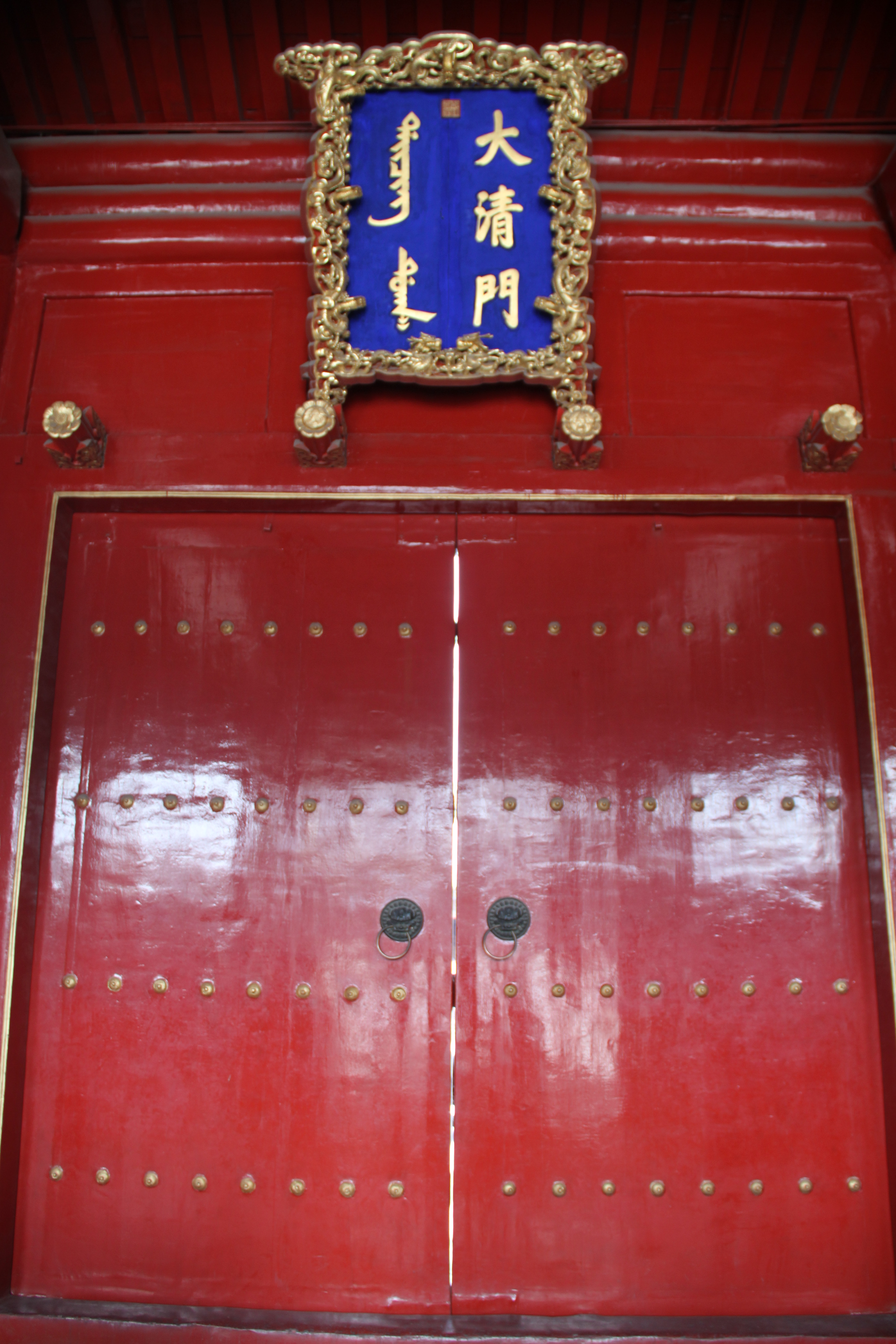
O “Portão de Daqing” no Palácio de Mukden, usava caracteres Manchu e Chineses

A Dinastia Qing foi uma dinastia imperial chinesa governada pelo clã Aisin Gioro de etnia Manchu. Oficialmente conhecido como Grande Qing, o império dinástico também era amplamente conhecido como China e Império Chinês, tanto durante a sua existência, especialmente internacionalmente, como após a queda da dinastia. 

## Nomes anteriores
Em 1616, Nurhaci declarou-se o "Cã Brilhante" do estado Jin Posterior (chinês tradicional: 後金國, pinyin: Hòu Jīn Guó, lit. ‘Estado do Ouro Posterior’; Jurchén/Manchu: Amaga Aisin guru) em homenagem à dinastia Jin liderada pelos Jurchéns dos séculos XII e XIII e ao seu clã Aisin Gioro (Aisin sendo Manchu para o chinês 金 (jīn, "ouro")).  A dinastia ficou conhecida como dinastia Jin Posterior pelos historiadores.  Seu filho Huang-Taiji renomeou a dinastia Grande Qing em 1636, às vezes chamada de Qing Pré-dinástica.   Em 1644, o Imperador Shunzhi estabeleceu a capital dinástica em Pequim e foi entronizado na Cidade Proibida  logo após a queda da Dinastia Ming (1368-1644). A dinastia Qing conquistou completamente os regimes remanescentes da dinastia Ming (conhecidos coletivamente como Ming do Sul) em 1662.

## Origem do nome Qing
O nome Grande Qing apareceu pela primeira vez em 1636. Como não houve explicação oficial do governo Qing sobre a origem do nome, há explicações concorrentes sobre o significado de Qīng (lit. "claro" ou "puro"). O nome pode ter sido selecionado em reação ao nome da dinastia Ming (大 ou Grande Ming), enquanto o caractere 明 é composto pelos elementos "sol" (日) e "lua" (月), ambos associados ao elemento fogo do sistema zodiacal chinês. O caractere Qīng (清) é composto de "água" (氵) e "azul" (青), ambos associados ao elemento água. Essa associação justificaria a conquista Qing como a derrota do fogo pela água. As imagens aquáticas do novo nome também podem ter tido conotações budistas de perspicácia e iluminação e conexões com o Bodhisattva Manjusri. Alternativamente, Grande Qing pode vir do antigo texto chinês Guanzi, que incluía cláusulas como "鏡大清者，視乎大明" e "鑑於大清，視於大明", enquanto "Grande Qing" (大清) referia-se ao céu e "Grande Ming" (大明) referia-se ao Sol e à Lua, com o céu cobrindo o Sol e Lua.  “Qing” é também o nome de vários rios na Manchúria, num dos quais Nurhachi venceu uma batalha importante em 1619.  Além disso, em sua pronúncia manchu, Daicing é quase homônimo da palavra mongol daicin, que significa "militante" ou "guerreiro". 

## O nome China para a dinastia Qing
Depois de conquistar a China propriamente dita, os manchus comumente chamavam seu estado de Zhongguo (chinês: 中國, pinyin: Zhōngguó, lit. "estado médio", nome da China), e se referiu a ele como Dulimbai Gurun em manchu (lit. "estado central", do chinês Zhongguo). Os imperadores equipararam as terras do estado Qing (incluindo o atual nordeste da China, Xinjiang, Mongólia, Tibete e outras áreas) como Zhongguo (Dulimbai Gurun) tanto na língua chinesa quanto na manchu, definindo a China como um estado multiétnico e rejeitando a ideia de que Zhongguo significava apenas áreas Han. Os imperadores Qing proclamaram que tanto os povos Han quanto os não-Han faziam parte de Zhongguo. Eles usaram tanto "Zhongguo" quanto "Grande Qing" para se referir ao seu estado em documentos oficiais. A "língua chinesa" (Dulimbai gurun i bithe) incluía as línguas chinesa, manchu e mongol, e o "povo chinês" (chinês: 中國之人, pinyin: Zhōngguó zhī rén; Manchu: Dulimbai gurun i niyalma) referia-se a todos os súditos do império. 
Quando os Qing conquistaram a Zungária em 1759, eles proclamaram que a nova terra foi absorvida pela "China" (Dulimbai Gurun) em um memorial em língua manchu.   A versão em língua manchu da Convenção de Kyakhta (1768), um tratado com o Império Russo relativo à jurisdição criminal sobre bandidos, referia-se às pessoas da dinastia Qing como "pessoas do Reino Central" (Dulimbai gurun i niyalma, ou seja, "povo chinês" em manchu).  A dinastia Qing criou a primeira lei de nacionalidade chinesa em 1909, que definiu um cidadão chinês (chinês: 中國國籍, pinyin: Zhōngguó Guójí) como qualquer pessoa nascida de pai chinês. As crianças nascidas de uma mãe chinesa herdavam a sua nacionalidade apenas se o pai fosse apátrida ou tivesse um estatuto de nacionalidade desconhecido.  O jus sanguinis foi escolhido para definir a nacionalidade chinesa para que os Qing pudessem contrariar as reivindicações estrangeiras sobre as populações chinesas no exterior e manter a fidelidade perpétua dos seus súditos que viviam no estrangeiro através da linhagem paterna.  Uma palavra chinesa chamada xuètǒng (血統), que significa "linhagem" em tradução literal, é usada para explicar a relação de descendência que caracterizaria alguém como sendo de ascendência chinesa e, portanto, elegível sob as leis Qing e além, para a cidadania chinesa. 

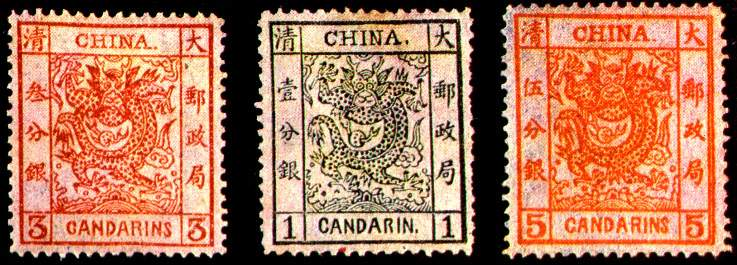
Selos postais Qing lançados em 1878

A dinastia Qing tornou-se amplamente conhecida internacionalmente como "China"  ou "Império Chinês",  sendo China a tradução padrão em inglês de Zhongguo ou Dulimbai Gurun. Eles eram comumente usados em comunicações e tratados internacionais, além de meios de comunicação de massa e jornais de língua inglesa, etc., durante a dinastia ta Qing. Os Qingmbém estabeleceram legações e consulados conhecidos como "Legação Chinesa", "Consulado Imperial da China", "Consulado Imperial Chinês (Geral)" ou nomes semelhantes em vários países com relações diplomáticas, como no Reino Unido (ou Império Britânico) e nos Estados Unidos . Termos ingleses e chineses como "China" e "Zhongguo" eram frequentemente usados pelos consulados e legações Qing para se referirem ao estado Qing durante suas correspondências diplomáticas com estados estrangeiros.  O nome inglês "China" também foi usado internamente pela dinastia Qing, como em seus selos lançados oficialmente desde que a dinastia Qing criou um sistema postal moderno em 1878. Os selos postais (conhecidos como 大龍郵票 em chinês) tinham o desenho de um grande dragão no centro, cercado por uma moldura em forma de caixa com uma inscrição bilíngue de "CHINA" (correspondente ao Grande Império Qing em chinês) e a denominação local "CANDARINS". 
No início do século XX, vários livros didáticos com os nomes "geografia chinesa" (中國地理) e "história chinesa" (中國歷史) surgiram para a educação. Os livros didáticos de geografia publicados no período forneciam descrições detalhadas da posição regional e do espaço territorial da China. Por exemplo, o "Manual de Geografia Chinesa Elementar" (蒙學中國地理教科書) publicado em 1905 descreveu os limites do território da China e dos países vizinhos da seguinte forma: "A fronteira ocidental da China está localizada no centro da Ásia, fazendo fronteira com o (ultramarino) territórios da Grã-Bretanha e da Rússia. O terreno é corcunda, como um chapéu. Então todas as montanhas e rios se originam daqui. A leste, ele fica de frente para o Japão através do Mar da China Oriental. Ao sul, ele é adjacente ao Mar da China Meridional, e faz fronteira com a Indochina Francesa e a Birmânia britânica. A sudoeste, é separada da Índia britânica por montanhas. Do oeste ao norte e nordeste, os três lados da China são todos territórios russos. Apenas a fronteira sul do nordeste é conectada para a Coreia através do Rio Yalu ."  Por outro lado, o livro de história "História Chinesa da Dinastia Atual", publicado em 1910, afirmava no início que "a história da nossa dinastia atual é parte da história da China, ou seja, a história mais recente da China". toda a sua história. A China foi fundada como um país há 5.000 anos e tem a história mais longa do mundo. E sua cultura é a melhor entre todos os países orientais desde os tempos antigos. Seu território cobre cerca de 90% do Leste Asiático, e sua ascensão e a queda pode afetar a tendência geral dos países da Ásia...".  

## Lista de nomes

### Nomes alternativos
- China – Como um termo geral para o país. Aplicado à dinastia Qing desde o início do período Qing.
- Império Chinês – Como um termo geral para o estado imperial. Aplicado à dinastia Qing desde o início do período Qing.

- Estado Central ou Reino Médio – Tradução do chinês: 中國, como um termo geral para o país. Aplicado à dinastia Qing desde o início do período Qing.

- Império Qing, [23] Império Ching, ou Império Ch'ing – Usado principalmente quando se refere especificamente ao império. As três grafias (Qing, Ching, Ch'ing) são várias romanizações para o mesmo som.

- Império do Grande Qing[24] – Tradução do chinês: 大清帝國.

- Grande Qing[25] – Tradução do chinês: 大清, o "nome oficial" em chinês.

- Grande Estado Qing[26] – Tradução do chinês: 大清國, ou Manchu:ᡩᠠᡳᠴᡳᠩ ᡤᡠᡵᡠᠨ.
- Dinastia Manchu[27] – Usado por alguns ocidentais, semelhante ao nome "Dinastia Mongol" para a Dinastia Yuan. Às vezes escrito como "Dinastia Manchu da China".[28]
- Império Manchu[29] – Usado por alguns ocidentais (incluindo alguns estudiosos da Nova História Qing). Alternativamente (e historicamente) traduzido como "Império Manchoo"[30] ou "Império Mantchoo"[31] no século XIX. Também escrito como "Império Manchu da China".[32] Nomes adicionais como "Dinastia Manchu Qing" ou "Império Manchu Qing" também são usados.

### Nomes históricos ou romanizações usados oficialmente durante a Dinastia Qing
- Ta Ching – A transliteração do chinês: 大清, como apareceu nas notas do Banco Governamental Ta Ching durante o final da dinastia Qing, baseado na romanização Wade-Giles Ta4-ch'ing1
- Tai Ching Ti Kuo[33] – A transliteração do chinês: 大清帝國, conforme apareceu na Moeda de Cobre do Grande Qing durante o final da dinastia Qing, baseada na romanização Wade-Giles Ta4-ch'ing1-ti4-kuo2
- Império Ta Tsing[34][35] – Apareceu em certos tratados em inglês (assinados com os Estados Unidos) durante o final da dinastia Qing, usando uma transliteração baseada no sistema de romanização postal para a parte chinesa.
- China[36][37][38] – Apareceu na maioria dos tratados, documentos oficiais, selos postais, etc.

- Império Chinês[39] – Apareceu em tratados internacionais em inglês.
- Império da China[40] – Apareceu em certos tratados em inglês.

### Outros nomes históricos (não oficiais)
- Catai – Um nome alternativo para China conforme apareceu em algumas publicações em inglês. O termo foi usado no livro de Marco Polo sobre suas viagens no século XIII (durante a dinastia Yuan), e demorou um pouco para que a maioria dos europeus se convencesse de que Catai se referia à China ou ao Norte da China. Este termo inglês foi por vezes utilizado, embora cada vez mais apenas num sentido poético, até ao século XIX, quando foi completamente substituído por "China".
- Império Celestial – A tradução do chinês: 天朝 (um nome para a China) conforme apareceu na mídia de massa norte-americana e australiana no século XIX, em referência ao status do Imperador da China como o Filho do Céu na Sinosfera.
- Reino Florido – A tradução (literal) do chinês: 華國[41][42] conforme apareceu em certas publicações inglesas no século XIX. Também traduzido do chinês: 中華國[43] como "Reino Florido Médio",[44] "Reino Central Florido",[45] ou "Estado Florido Central"[46] durante o período. Desde então, alguns argumentaram que a tradução "florido" do chinês: 華 pode estar incorreto.[47]
- Império Tártaro Chinês[48] – Apareceu em algumas publicações inglesas no século XIX. Também traduzido como "Império Chinês-Tártaro"[49] ou simplesmente "Império Chinês".[50]
- Dinastia Tártara Chinesa[51] – Apareceu em algumas publicações inglesas no século XIX, ou simplesmente "Dinastia Tártara (da China)"[52] ou "Dinastia Chinesa".[53]
- Dinastia Tártara Manchu[54] – Apareceu em algumas publicações inglesas no século XIX. Também traduzido como "dinastia Manchoo tártara",[55][56] "Dinastia Tártaro-Manchu",[57] "Dinastia Tártaro-Mantchoo",[58] ou simplesmente "Dinastia Manchu",[59] "Dinastia Manchoo"[60] ou "Dinastia Mantchoo".[61]
- Dinastia Tsing[62] – Apareceu em algumas publicações inglesas do século XIX, utilizando uma transliteração baseada no sistema de romanização postal. Às vezes traduzido como "dinastia Ching" ou "dinastia Ch'ing", baseado na romanização Wade-Giles para 清, Ch'ing1.[63]
- Dinastia Ta-tsing[64] – Apareceu em algumas publicações inglesas do século XIX, utilizando uma transliteração baseada no sistema de romanização postal. Também conhecida como "Dinastia Tai-tsing",[65] "Grande Dinastia Tsing",[62] ou como a "Dinastia Ta Ching" ou "Dinastia Ta Ch'ing", da romanização Wade-Giles de 大清, Ta4-ch'ing1.[66]
- Grande Dinastia Pura[67] – Apareceu em certas publicações inglesas no século XIX, sendo "Grande Pura" uma tradução do chinês: 大清.

## Nomes em línguas nativas da Dinastia Qing e contextos

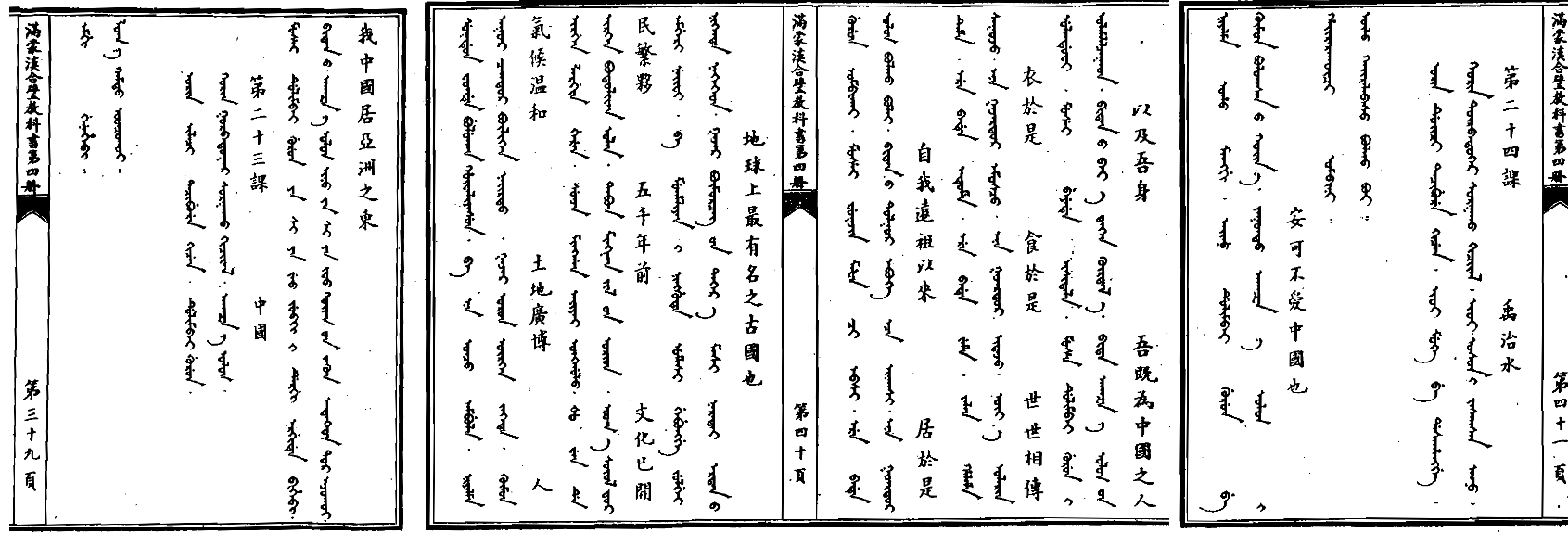
Capítulo China (中國) do "Livro Trilíngue do Chinês Manchuriano, Mongol e Han" (滿蒙漢三語合璧教科書) publicado na Dinastia Qing: "Nosso país, a China, está localizado no Leste Asiático... Por 5000 anos, a cultura floresceu (na terra da China)... Já que somos chineses, como podemos não amar a China."

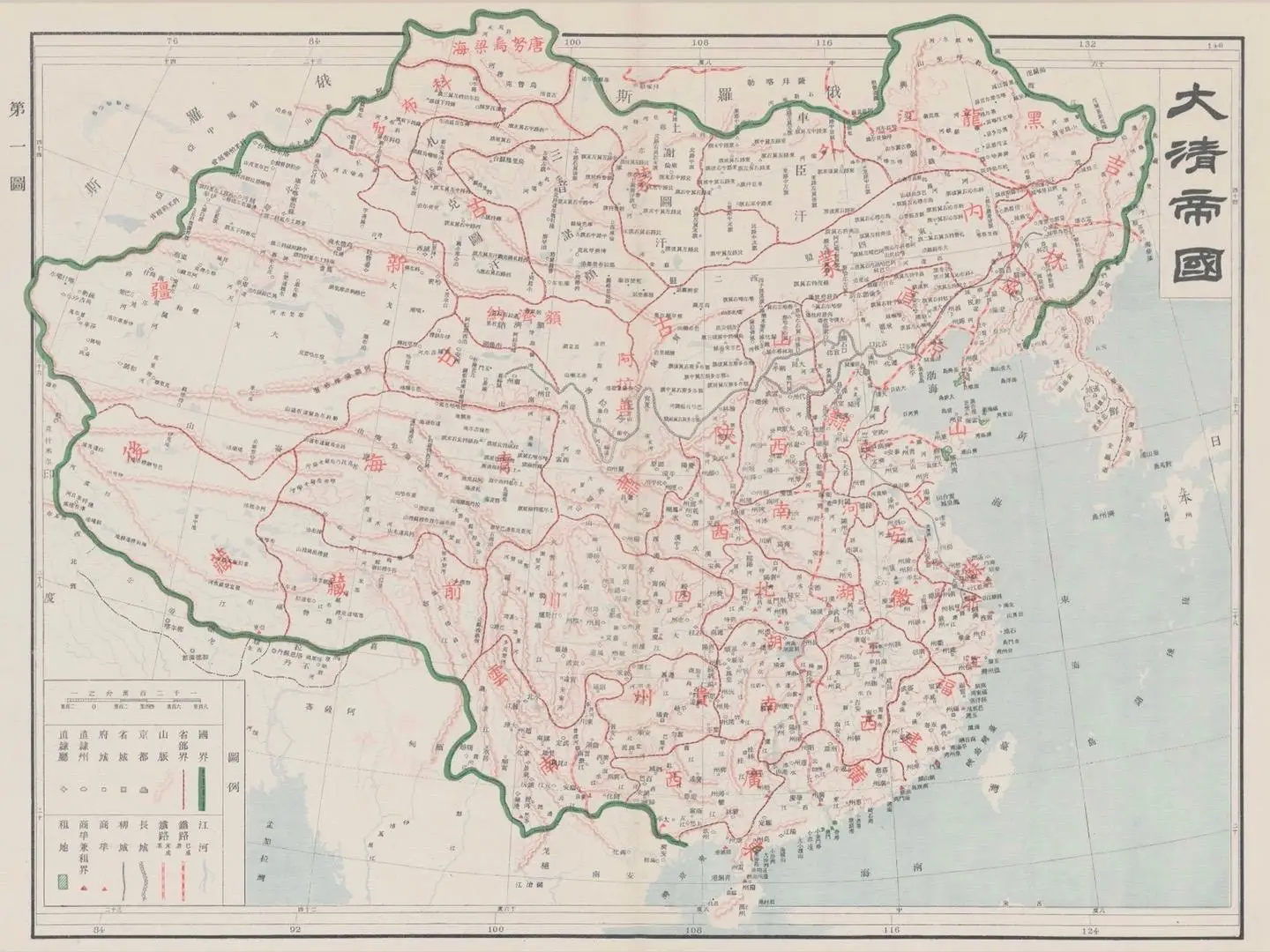
Mapa oficial do império publicado pela Dinastia Qing em 1905.

A dinastia Qing foi fundada pelo povo Manchu, um povo tungúsico que conquistou a Dinastia Ming e, no século XVIII, estendeu seu controle para a Ásia Interior. Durante o período Qing, línguas como chinês, manchu, mongol, tibetano e turco (uigur) eram frequentemente usadas no reino Qing.
A dinastia Qing foi estabelecida em chinês como "Da Qing" (大清, "Grande Qing") em 1636, mas outros nomes chineses contendo o nome "Qing" apareceram em documentos oficiais, como tratados, incluindo Da Qing Guo (大清國, "Grande Estado Qing"), Da Qing Di Guo (大清帝國, "Império do Grande Qing") e Zhong Hua Da Qing Guo (中華大清國, "Grande Estado Qing Chinês"), além do nome Zhongguo (中國, "China"). Nas versões em língua chinesa dos seus tratados e dos seus mapas do mundo, o governo Qing usou "Grande Qing" e " Zhongguo " alternadamente.  Em vez da ideia anterior Ming de um estado étnico chinês Han, esta nova China Qing era um estado conscientemente multiétnico . Os literatos chineses Han tiveram algum tempo para adaptar isto, mas no século XIX a noção da China como um estado multinacional tornou-se a terminologia padrão para os escritores chineses Han. 
Além de Zhongguo, a corte Qing costumava usar outros termos para se referir ao seu estado em chinês, como guochao (國朝, lit. "dinastia do estado"), wojie (我界, "nosso território") e wochao (我朝) ou benchao (本朝, lit. "nossa dinastia"). Mas tratou esses títulos e Zhongguo (China) como intercambiáveis. Por exemplo, a versão chinesa do Tratado de Nerchinsk de 1689, conforme inscrito nos marcadores de fronteira, usava Zhongguo como título de estado: "Todas as terras ao sul das montanhas Xing'an e todos os braços do Rio Heilong pertencem a Zhongguo" (China), mas em uma versão diferente do mesmo tratado, foi substituído pelo termo "nosso território" (wojie): "Todas as terras ... pertencem ao nosso território" (wojie). O termo manchu Dulimbai Gurun é a tradução padrão para os termos chineses Zhongguo, Zhongyuan e Hua e apareceu em documentos oficiais produzidos pela corte Qing a partir de 1689, se não antes. 
O nome Manchu para o estado era ᡩᠠᡳ᠌ᠴᡳᠩ
ᡤᡠᡵᡠᠨ (Daicing Gurun). Enquanto o termo Manchu ᡩᠠᡳ᠌ᠴᡳᠩ (Daicing) soa como uma tradução fonética do chinês Dà Qīng ou Dai Ching, pode na verdade ter sido derivado de uma palavra mongol "ᠳᠠᠢᠢᠴᠢᠨ, дайчин" (daicin) que significa "guerreiro". Daicing Gurun pode, portanto, ter significado "estado guerreiro", um trocadilho que só era inteligível para os povos manchu e mongol. Na parte final da dinastia, no entanto, até os próprios manchus se esqueceram deste possível significado.  Semelhante ao idioma chinês, Dulimbai Gurun (termo manchu para "Zhongguo" ou "China") é usado junto com Daicing Gurun para se referir à dinastia Qing durante a dinastia Qing. De uma perspectiva Manchu, o conceito de "China" (chinês: Zhongguo ; manchu: Dulimbai Gurun) abrangia todo o império, incluindo Manchúria, Mongólia, Xinjiang e Tibete. 
Na língua mongol, o estado era geralmente conhecido comoᠴᠢᠨ
ᠤᠯᠤᠰ (Чин Улс ou Chin uls, ou seja, "Estado Qing") ouᠶᠡᠬᠡ
ᠴᠢᠨ
ᠤᠯᠤᠰ (Их Чин Улс ou Dai Chin uls, ou seja, "Grande Estado Qing"), juntamente com outros termos de variação para o império como "man-u Dai Chin (uls) " ("Nosso Grande [estado] Qing"), " Manj (Chin) uls" (Estado Manchu [Qing]), "o estado do nosso Imperador Manchu" ou "estado do Imperador", que eram tradicionalmente usados por alguns súditos mongóis sob a dinastia Qing.  Por outro lado, diferentemente das línguas chinesa e manchu, a contraparte na língua mongol para o nome " Zhongguo " ou " Dulimbai Gurun " (China) não parecia ser comumente usada entre os escritores mongóis nesse sentido durante o período Qing. O nome tradicional mongol para a China éᠬᠢᠲᠠᠳ (Хятад ou Khyatad), que se refere apenas às áreas de chineses nativos (Han).  Enquanto a contrapartida para o nome " Zhongguo " ou " Dulimbai Gurun " em mongol apareceu comoᠳᠤᠮᠳᠠᠳᠦ
ᠤᠯᠤᠰ (Dumdadu ulus ou inicialmente Dumdadu gürün, literalmente "estado central"), que foi usado pelo governo Qing (como o Lifan Yuan, Tratado de Kiakhta em 1727  e livros didáticos Qing tardios) para se referir a todo o império, incluindo usos como "o Kalun mongol da China" (ᠳᠤᠮᠳᠠᠳᠤ
ᠤᠯᠤᠰ
ᠤᠨ
ᠮᠣᠩᠭᠣᠯ
ᠬᠠᠷᠠᠭᠤᠯ, dumdadu ulus un mongγol qaraγul, ou inicialmente dumdadu gürün-ü mongγol qaraγul como apareceu no Tratado de Kiakhta de 1727),  quando o termo "Dumdadu ulus" começou a ser usado entre a própria nobreza mongol, parecia estar limitado à área ao sul da Grande Muralha (essencialmente o mesmo que a palavra "Khyatad" em significado  ), como nas obras do vassalo dos Oito Estandartes Lomi e Injannashi desde 1735.  No entanto, embora os primeiros historiadores mongóis tenham apresentado a ideia dos mongóis como uma entidade distinta sob a dinastia Qing, no século XIX os historiadores mongóis começaram a concentrar-se em toda a dinastia Qing, da qual os mongóis, juntamente com os manchus, os chineses han e os tibetanos, eram apenas uma parte. 
Na língua tibetana, a dinastia Qing é conhecida como ཆིང་རྒྱལ་རབས། ས། (Ching rgyal rabs), e os imperadores Qing eram chamados de Imperador da China (ou "Imperador Chinês", em tibetano: རྒྱ་ནག་གོང་མ་, rgya nag gong ma) e "o Grande Imperador" (ou "Grande Imperador Manjushri", em tibetano: འཇམ་དབྱངས་གོང་མ་ཆེན་པོ, vjam dbyangs gong ma chen po) durante a era Qing.   Por exemplo, no Tratado de Thapathali de 1856, tanto os tibetanos como os nepaleses concordaram em "considerar o Imperador Chinês como até então com respeito, de acordo com o que foi escrito".    O termo tibetano tradicional para "China", རྒྱ་ནག་ (rgya nag, literalmente "vasto preto") era comumente usado entre os tibetanos na época, que geralmente se referia às áreas dos chineses han e manchus no leste, e o termo em si não indicava nenhuma conexão específica entre o Tibete e a China (propriamente dita),  embora o Tibete estivesse subordinado à dinastia Qing desde o século XVIII. No entanto, a contrapartida do nome " Zhongguo " ou " Dulimbai Gurun " (ou seja, "China" nas línguas chinesa e manchu) apareceu na língua tibetana como ཡུལ་དབུས། ུས། (yul dbus, literalmente "terra central") que foi usado por governantes Qing como o Imperador Qianlong, por exemplo, na tradução tibetana do Śūraṅgama Sūtra que ele compilou em 1763 e na inscrição em língua tibetana de seu artigo de 1792, O Discurso de Lama para se referir à China (no mesmo sentido do termo chinês Zhongguo).  
Na língua uigur, a dinastia Qing é conhecida como چىڭ سۇلالىسى (Ching sulalisi), e os imperadores Qing eram chamados de "Grão-cã chinês" (Khāqān-i Chīn, "Grão-cã da China") durante a era Qing, onde "khāqān" é uma forma persianizada do título tradicional usado pelos povos turcos para se referir a um governante (semelhante ao mongol "Khagan", às vezes também traduzido como "Khan"), e Chīn é uma palavra tradicional turco-persa para China (ou o povo do coração chinês) e foi usada pelos turcos súditos em Xinjiang (hoje conhecidos como uigures) para se referir ao país ou área governada pelos imperadores Qing durante o período.  Os termos Khiṭāy (um nome turco tradicional para a China) e Bijīn (Pequim) eram às vezes usados também pelos súditos turcos para se referir à dinastia Qing (ou à China em geral) naquela época.  O nome "khagan chinês" (Khāqān-i Chīn), referindo-se ao Imperador da China como um símbolo de poder  apareceu em obras da literatura persa medieval, como o grande poema épico Shahnameh do século XI, que circulou amplamente em Xinjiang e durante a dinastia Qing os súditos muçulmanos turcos em Xinjiang (e os canatos muçulmanos vizinhos, como o Canato de Cocande) associaram os governantes Qing a este nome e comumente se referiam aos imperadores Qing como tal. 
Também há nomes depreciativos em algumas línguas (principalmente em chinês e mongol) para os Qing, como Mǎn Qīng (滿清/满清 ou манж Чин, lit. "Manchu Qing") e Dá Qīng (韃清/鞑清, lit. "Qing Tártaro"), usados por revolucionários anti-Qing no final do século XIX e início do século XX. Por outro lado, antes da assinatura do Tratado de Amizade e Comércio Sino-Japonês em 1871, o primeiro tratado entre a China Qing e o Império do Japão, representantes japoneses levantaram objeções ao uso do termo "中國" (Zhongguo) pela China no tratado (em parte em resposta às objeções anteriores da China ao uso do termo "天皇" (Tennō) ou Imperador do Japão no tratado), declarando que o termo Zhongguo era "destinado a comparar com as áreas de fronteira do país" e insistiu que apenas "Grande Qing" fosse usado para os Qing na versão chinesa do tratado. No entanto, isso foi firmemente rejeitado pelos representantes Qing: "Nosso país, a China, é chamado de Zhongguo há muito tempo, desde os tempos antigos. Assinamos tratados com vários países e, embora a Grande Qing tenha aparecido nas primeiras linhas de tais tratados, no corpo dos tratados Zhongguo sempre foi usado. Nunca houve um precedente para a mudança do nome do país " (我中華之稱中國，自上古迄今，由來已久。即與各國立約，首書寫大清國字樣,其條款內皆稱中國,從無寫改國號之例). Os representantes chineses acreditavam que Zhongguo (China), como nome de país equivalente a "Grande Qing", poderia naturalmente ser usado internacionalmente, o que não poderia ser alterado. No final, ambas as partes concordaram que, embora nas primeiras linhas fosse usado “Grande Qing”, caberia à China decidir se o texto chinês no corpo do tratado usaria o termo Zhongguo da mesma maneira que “Grande Qing”.  

## Nomes em outras línguas
Além do nome "China" ou "Império Chinês", o país também é conhecido por nomes semelhantes em outras línguas ocidentais, como Chine em francês, Китай em russo e Sinici Imperii em latim, que são as traduções padrão para "China" ou "Império Chinês" nessas línguas. Por exemplo, no Tratado Sino-Russo de Nerchinsk de 1689, o primeiro tratado internacional assinado pelos Qing, o termo "Китайский", que significa "chinês", foi usado para se referir ao lado Qing na versão russa do tratado,  e o termo "Imperium Sinicum", que significa "Império Chinês", foi usado para se referir ao império Qing na versão latina do tratado.  Às vezes, os nomes de "Grande Qing" também apareciam em tais tratados. Por exemplo, o termo "Imperii Tai-tscim" que significa "Império do Grande Qing" apareceu no primeiro parágrafo da versão latina do Tratado de Kyakhta (1727) juntamente com "Sinenses" que apareceu no corpo do tratado que significa "chinês".  Nos tratados Qing dos séculos XIX e XX com todos os estados europeus (exceto a Rússia), apenas variações de "China" e "Império Chinês" foram indicadas.  Na versão em japonês de alguns tratados durante a dinastia Qing, o Kanji para o estado Qing (淸國, Shinkoku) também foi usado,  embora não seja encontrado na versão em chinês dos tratados durante a dinastia Qing (na versão chinesa dos tratados, a palavra para Grande (大) sempre aparecia antes da palavra para Qing (淸), junto com o termo Zhongguo).